# Brouwerij De Ridder (Maastricht)
Brouwerij De Ridder, later Stadsbrouwerij De Ridder, is een voormalige bierbrouwerij in de Nederlandse stad Maastricht. De brouwerij ligt aan de Oeverwal, direct aan de Maas, in het oostelijk stadsdeel Wyck. Het brouwhuis is sinds 1997 een rijksmonument. De Ridder was tot 1982 een zelfstandige familieonderneming en bleef tot 2002 in productie. In een deel van het complex is vanaf 2018 weer een brouwerij gevestigd onder de naam Stadsbrouwerij Maastricht.

## Geschiedenis
Brouwerij De Ridder dateert uit 1857, toen in Maastricht nog zo'n veertig stadsbrouwerijen actief waren. Het huidige, vijf etages tellende brouwhuis van De Ridder werd in 1929-'30 gebouwd in opdracht van de toenmalige eigenaars, de gebroeders Van Aubel. Het ontwerp in zakelijk-expressionistische stijl was van de Maastrichtse architect Jos Joosten, dezelfde die vlak bij het warenhuis Maussen ontwierp.
Tientallen jaren lang werd in de brouwerij het pils Ridder Pils en een aantal speciaalbieren gebrouwen. In 1982 verkocht de familie Van Aubel de brouwerij aan biergigant Heineken. Vanaf 1988 brouwde Heineken er het succesvolle witbier Wieckse Witte. Midden jaren 1990, toen het brouwhuis werd aangewezen als rijksmonument, was De Ridder de laatste nog werkende Nederlandse brouwerij in het centrum van een grote stad. De overname van de brouwerij door Heineken, en met name het succes van het witbier, hebben ertoe geleid dat de productie in 2002 naar andere locaties werd overgeheveld en de brouwerij in Maastricht leeg kwam te staan.
Het monumentale pand was enkele jaren eigendom van woningcorporatie Servatius. Diverse plannen bleven onuitgevoerd. Het gebouw werd enige tijd gebruikt voor tijdelijke exposities. In 2014 verkocht Servatius het complex aan een projectontwikkelaar, die er woningen, werkplekken en horeca in wil vestigen. De verbouwing is anno 2018 in volle gang. In een deel van de panden is weer een brouwerij gevestigd, Stadsbrouwerij Maastricht. De microbrouwerij, gefinancierd door crowdfunding, ging in juni 2018 van start. De microbrouwerij met proeflokaal en bierwinkel maakt deel uit van een horeca-opleidingscentrum.

## Bieren
In de geschiedenis van brouwerij De Ridder werden de volgende bieren gebrouwen:
- Ridder Pils/Pilsener
- Ridder Oud Bruin (later: Donker Bier)
- Ridder Bockbier
- Ridder Meibier (een lichtgekleurd bokbier; alleen in het voorjaar verkrijgbaar)
- Ridder Maltezer (een Dortmunder)
- Vos (een bovengistend bier)
- Wieckse Witte (een witbier)

## Gebouwen
Van de voormalige brouwerijgebouwen is alleen het bakstenen brouwhuis op het binnenterrein beschermd als rijksmonument. Het vijf etages hoge brouwhuis is in 1929-30 gebouwd in zakelijk expressionistische stijl naar  een ontwerp van architect J. Joosten. Door zijn hoogte en de voorliggende, lagere bebouwing vormt het een markant onderdeel van het silhouet van de Wycker Maasoever.

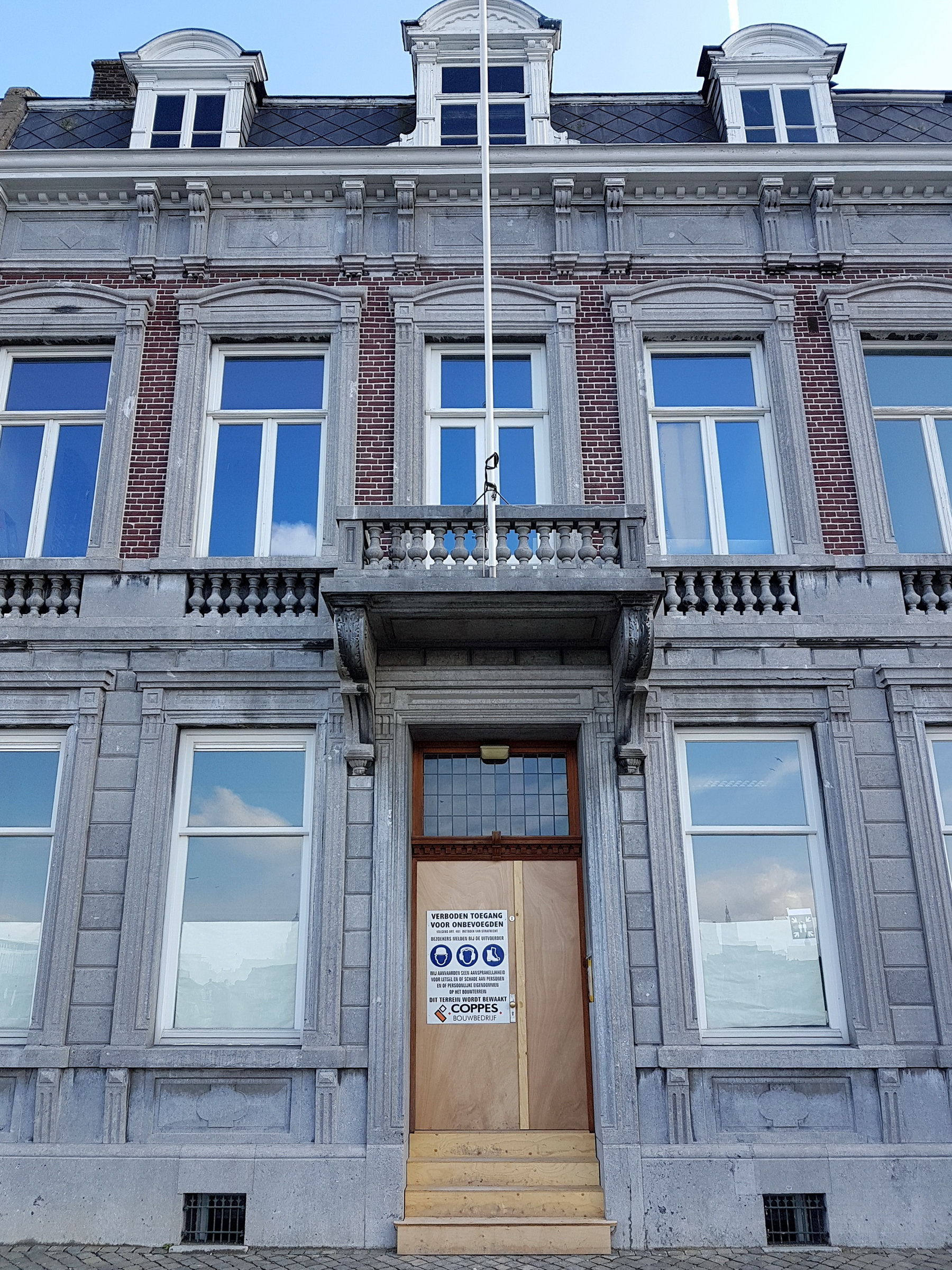
Voormalig woonhuis familie Van Aubel
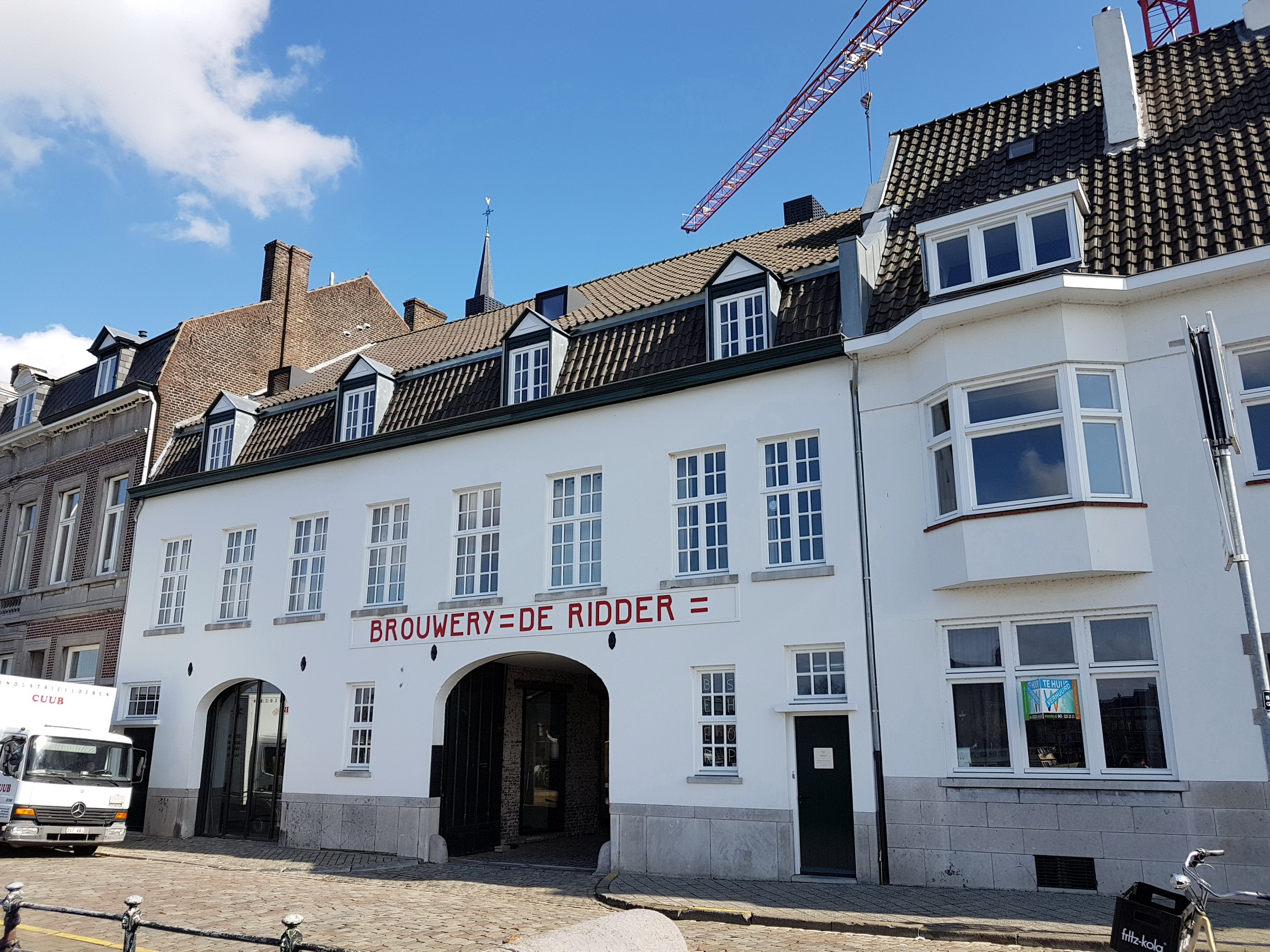
Poortgebouw aan de Oeverwal
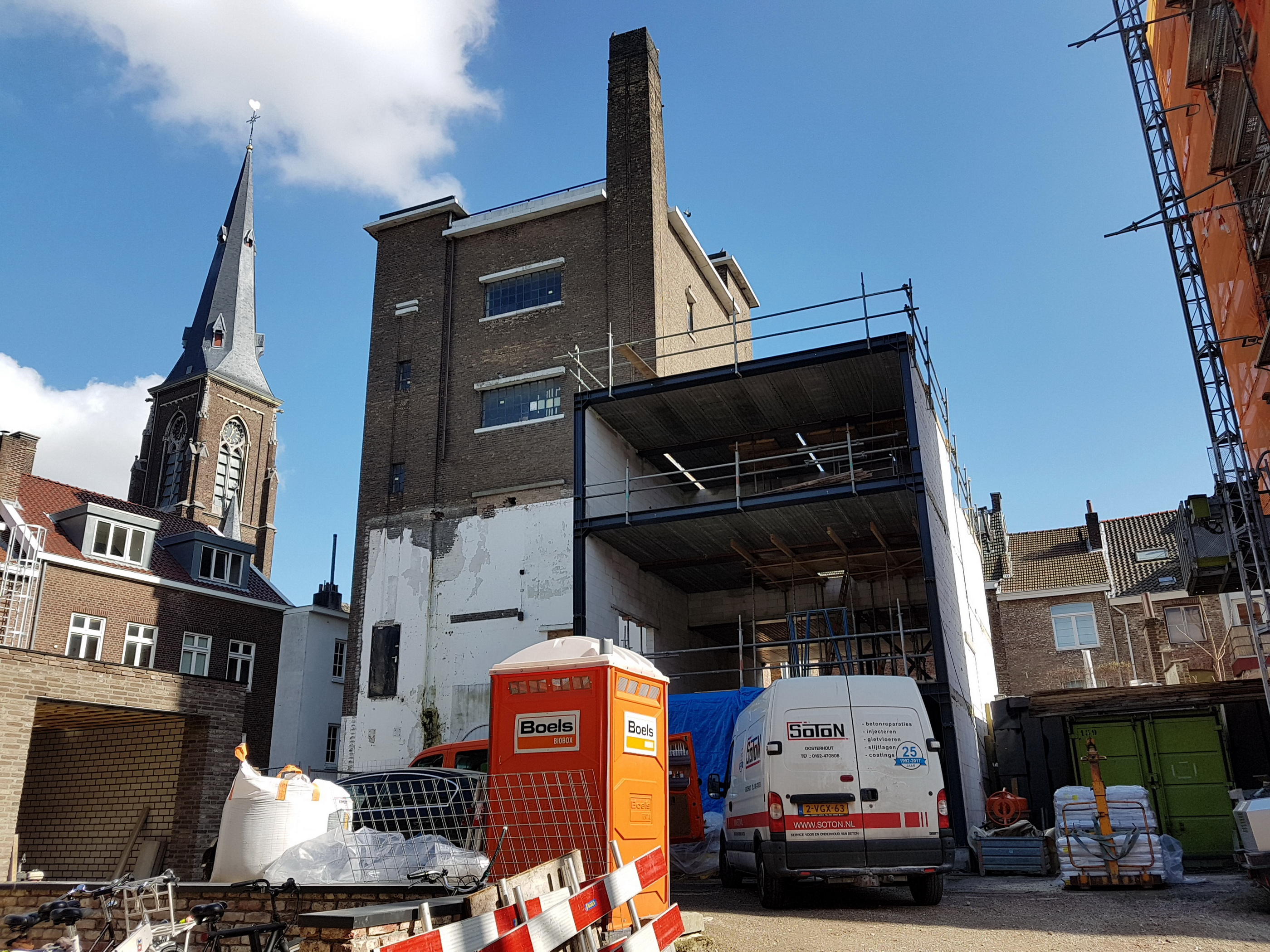
Koelhuis en nieuwbouw op het binnenterrein
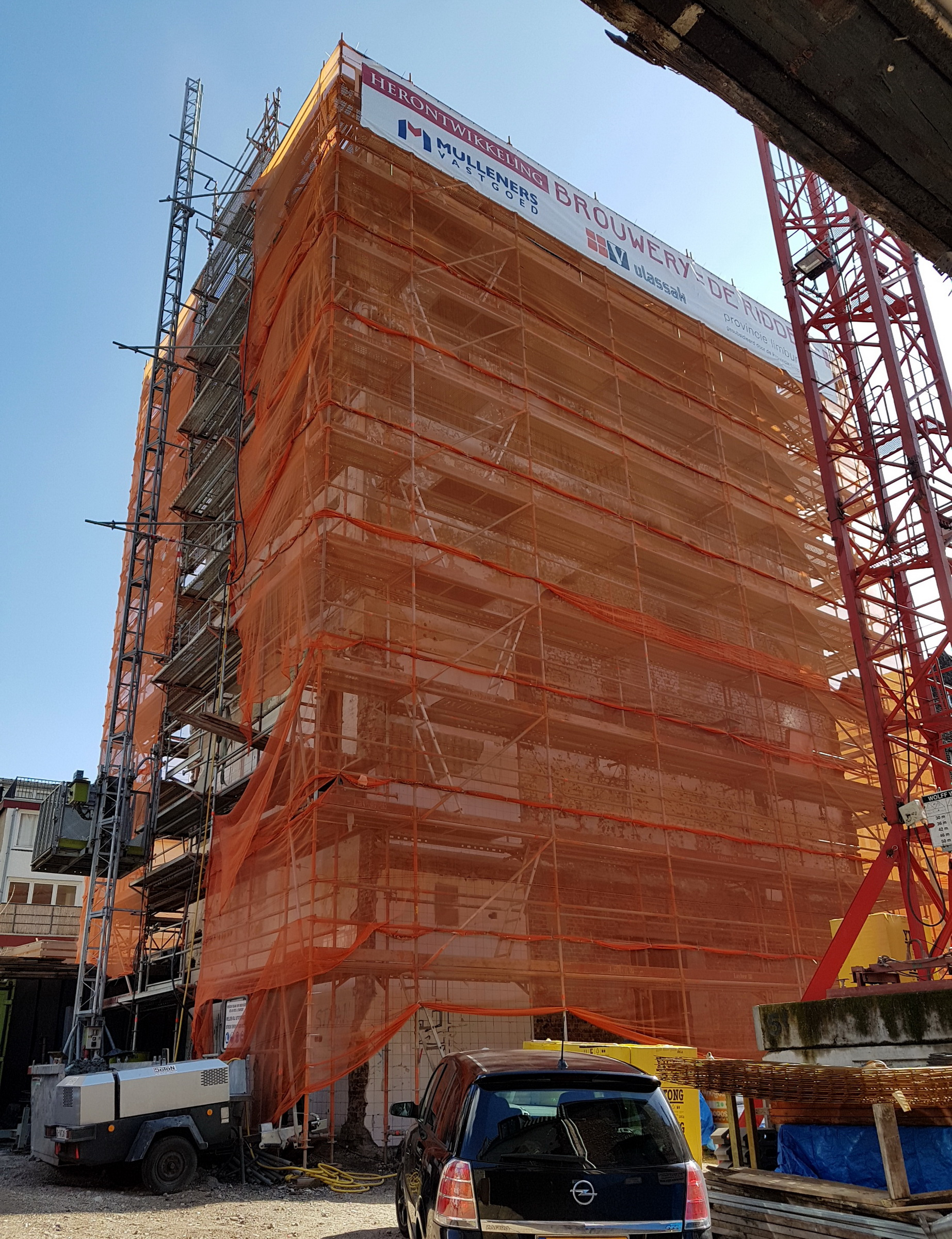
Renovatie brouwhuis op het binnenterrein